# Albert Donés i Antequera
Albert Donés i Antequera (l'Albagés, 24 de maig del 1972) és un pagès, empresari i polític català. És copropietari de l'empresa familiar Agrofruits Donés. Militant d'Esquerra Republicana de Catalunya des del 2000, fou alcalde del seu municipi del 2007 al 2015, i diputat al Parlament de Catalunya des de les eleccions del 2012. Del 1993 al 2000 va ser afiliat a Unió de Pagesos.